# Harmònica

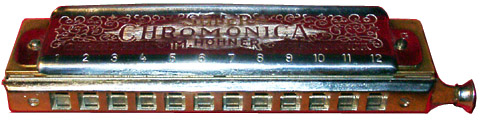
Harmònica cromàtica

L'harmònica (del llatí harmonĭcus, i aquest del grec ἁρμονικός) és un instrument de vent, del grup d'instruments de vent-fusta i del subgrup d'instruments de llengüetes lliures i afinat amb un registre de dues octàves. Als models cromàtics, es construeix amb la capacitat de produir l'escala cromàtica per mitjà d'un botó, a diferència de les diatòniques que han de recórrer a diferents efectes per tal d'aconseguir el cromatisme.

## Com funciona (NS)
Es toca bufant o aspirant l'aire sobre un dels seus forats individuals o sobre múltiples forats d'una vegada. La pressió causada per bufar o aspirar a les cambres on s'allotgen les llengüetes causa que la llengüeta o llengüetes vibrin a dalt i a baix creant so. Cada cambra té múltiples llengüetes de to variable, de llautó o bronze, que estan subjectes per un dels seus costats i soltes en l'altre extrem, sent l'extrem solt el que vibra i crea el so.
Cada llengüeta té un to individual, i cada to està determinat per la mida de la llengüeta. Les llengüetes més llargues produeixen un so profund i baix i les més curtes en produeixen un de més alt. En certs tipus d'harmòniques els tons de les llengüetes poden variar-se a una altra nota per bufar o aspirar l'aire d'una manera especial (mitjançant la tècnica del bending o l'overbend/overdraw). Hi ha molts tipus d'harmòniques: diatòniques, cromàtiques, trémolo, orquestrals, baixes, etc. Cada una d'elles es diferencia pel seu timbre i disponibilitat d'escales per a certs estils de música.
L'harmònica diatònica s'usa en el blues, música folk, jazz, música clàssica, country, rock and roll i pop. A poc a poc està creixent la seva presència també en gèneres més electrònics com el dance i hip-hop, així com en el funk i l'acid jazz.

## Història
L'harmònica va ser inventada a la Xina el 3000 aC aproximadament. L'emperadriu Nyn-Kwa posseïa un instrument de llengüeta conegut com a sheng (que significa «veu sublim»).
El 1821, un rellotger alemany de 16 anys anomenat Christian Friedrich Ludwig Buschmann va inventar una espècie d'harmònica de boca, en unir quinze llengüetes de tub (usades per a l'afinació de l'orgue). Va donar a aquest instrument el nom de Mund-eoline («arpa de boca»).
La idea va ser immediatament recollida per un altre rellotger alemany, Christian Messner.
En 1822, Christian Buschmann li va agregar a la seva harmònica una manxa de cuir vertical, per tenir les mans lliures. Un constructor d'instruments musicals, el vienés Cyrillus Demian (1772-1847), li va robar aquesta idea primitiva, la va desenvolupar i el 1829 va construir el primer acordió. Buschmann va perfeccionar la seva harmònica com a instrument musical l'any 1827.
En 1830, un inventor de Bohèmia, Richter, va inventar l'instrument tal com se'l coneix en l'actualitat: deu forats, vint llengüetes, alternança de buf i aspiració. La seva escala diatònica es va tornar famosa com «afinació de Richter».
Trenta anys més tard, després de diverses marrades, «l'harmònica de boca vienesa» va arribar una altra vegada a Alemanya i el rellotger de 24 anys Matthias Hohner va comprar una de les creacions de Buschmann i la va copiar comercialment al seu taller des de l'any 1857. El seu poble Trossingen, va tornar el centre mundial de producció d'harmòniques. En els temps de l'Alemanya nazi, els seus fills van obrir el Col·legi de Música de l'Estat (1935), que ha produït més de 3.000 mestres d'harmònica.
La guerra civil nord-americana va augmentar la popularitat de l'harmònica. Hohner ja n'havia enviat algunes als seus parents en EUA, i els soldats les trobaven fàcils de portar i de tocar, degut a la seva reduïda mida.
Cap a 1900, la meitat de les harmòniques fetes a Alemanya es venien en EUA L'harmònica més utilitzada pels intèrprets de blues clàssics la Marine Band, va aparèixer el 1896 i es podia adquirir per només cinquanta centaus. No se sap com es va començar a usar en presons i en plantacions de cotó.
Als anys 50 Joaquim Fusté Alcalá va promoure l'harmònica a Espanya, donant classes, i arreglant-les. També era representant i distribuïdor de les millors marques d'harmòniques. Pocs anys després va aconseguir amb el conjunt Les Akord's el títol de campió mundial entre els harmonicistes a Winterthur, Suïssa (1955), Luxemburg (1957) i a Pavia, Itàlia (1960).

## Organologia
Les parts bàsiques d'una harmònica són la pinta, els jocs de llengüetes i les xapes protectores.

### Pinta
Pinta és el terme amb què es defineix el cos principal de l'instrument, que conté les cel·les que cobreixen les llengüetes. El terme pinta té el seu origen en la similitud entre aquesta peça de l'harmònica i les pintes per a cabell. Les pintes de les harmòniques estaven fabricades tradicionalment de fusta, però en l'actualitat estan fabricades en plàstic (ABS) o metall (incloent el titani per a instruments de gran qualitat). Algunes pintes modernes i experimentals tenen complexos dissenys per al direccionat de l'aire en el seu interior.
Es creia que el material de la pinta tenia un efecte en el to de l'harmònica. Mentre que el material de la pinta només té una lleugera influència en el so, l'avantatge principal d'un material sobre l'altre és en el seu desgast. En particular, una pinta de fusta pot absorbir humitat de l'alè de l'harmonista i del seu contacte amb la llengua. Això fa que la pinta s'expandeixi lleugerament, fent l'instrument incòmode de tocar. S'han provat diversos tipus de fusta i tractaments d'aquesta per reduir aquest problema.
Un problema fins i tot més greu amb les pintes de fusta, sobretot en harmòniques cromàtiques (amb els seus prims divisors entre les cambres) consisteix que les pintes s'encongeixen amb el temps. L'encongiment de la pinta pot donar lloc a què es produeixin esquerdes a la pinta, a causa del fet que està fixada amb claus o cargols, donant lloc a fugues d'aire. Hi ha harmonistes que s'han hagut d'esforçar molt per restaurar les pintes de fusta i segellar les fugues d'una harmònica feta malbé. Alguns harmonistes acostumen a amarar en aigua les harmòniques amb pinta de fusta (diatòniques, sense vàlvules) per causar una lleugera expansió, amb la intenció que l'espai entre la pinta, els jocs de llengüetes i les xapes protectores sigui més hermètic. Les actuals harmòniques de pinta de fusta són menys propenses a inflar-se i contreure's.

### Jocs de llengüetes
Joc de llengüetes és el terme que designa una agrupació de diverses llengüetes en un suport. Les llengüetes solen estar fetes de llautó, però l'acer, l'alumini i el plàstic són utilitzats de tant en tant. Les llengüetes individuals solen ser reblades al suport amb el que formaran el joc de llengüetes, però també poden ser soldades o cargolades en la seva posició. Els forats estan tancats en la part posterior, perquè l'aire només pot acabar escapant o entrant per l'estreta obertura de la llengüeta (la superior si bufem i la inferior si aspirem). El so es produeix en passar l'aire per l'obertura de la llengüeta fent-la vibrar i produint aquesta el moviment de l'aire. No és la mateixa vibració de la llengüeta la que produeix el so, sinó el pas de l'aire a través d'ella.
La majoria d'harmòniques es fabriquen amb els jocs de llengüetes cargolats a la pinta o entre si. Unes quantes marques continuen utilitzant el mètode tradicional de clavar els jocs de llengüetes a la pinta. Algunes harmòniques, experimentals i rares, també han tingut els jocs de llengüetes mantinguts en la seva posició mitjançant tensió; aquest mètode era usat per totes les harmòniques americanes durant la Segona Guerra Mundial. Si les llengüetes estan cargolades a la pinta, poden ser substituïdes individualment. Això és útil perquè les llengüetes acaben perdent la seva tonalitat amb l'ús, i algunes notes de l'escala poden fallar amb major rapidesa que d'altres.
Una excepció notable al disseny tradicional del joc de llengüetes són les harmòniques completament de plàstic dissenyades per Finn Magnus a la dècada dels 50, on la llengüeta i el joc de llengüetes van ser modelats d'una sola peça de plàstic. El disseny de Magnus tenia les llengüetes, el joc de llengüetes i la pinta fets de plàstic i emmotllats junts.

### Xapes protectores
Les xapes protectores cobreixen els jocs de llengüetes i generalment estan fetes de metall, encara que la fusta i el plàstic també s'han utilitzat. L'elecció d'això és personal, perquè projecten el so i determinen la qualitat tonal de l'harmònica. Hi ha dos tipus de xapes protectores: les tradicionals de disseny obert estampades de metall o plàstic, que és simplement per protegir, i les de disseny tancat (com la Meisterklasse i la Super 64 de Hohner o la Promàster i la SCX de Suzuki), que ofereixen una qualitat tonal més alta.
A partir d'aquests dos tipus bàsics, s'han creat alguns dissenys més moderns, com la CBH-2016 cromàtica de Hohner i l'Overdrive diatònica de Suzuki, les xapes protectores de la qual tenen un complex disseny que permet funcions específiques no disponibles en els dissenys tradicionals. No era rar a finals del segle xix i principis del XX veure harmòniques amb característiques especials a les xapes protectores, com un o dos timbres, que es feien sonar prement un botó.

### Vàlvules
Les vàlvules es fabriquen a partir de tires de plàstic molt primes, teixit de paper, cuir o tefló enganxats als jocs de llengüetes. Es troben sobretot en les harmòniques cromàtiques i en moltes harmòniques octavadas. Aquestes vàlvules s'utilitzen quan dues llengüetes comparteixen una cel·la i les fugues a través de la llengüeta que no ha de sonar pot ser significativa. Per exemple, quan es toca una nota aspirada, la vàlvula a la llengüeta de la nota bufada es tanca per l'aspirat, impedint que l'aire escapi a través de la llengüeta inactiva. Una excepció a això és la recent Hohner XB-40, on es col·loquen les vàlvules no per aïllar llengüetes individuals, sinó més aviat per aïllar tota la cambra, per impedir que s'activi.

### Embocadura
L'embocadura és entre les cel·les de l'instrument i la boca de l'harmonista. Pot estar integrada amb la pinta (a les harmòniques diatòniques, o en la Hohner Chrometta), ser part de la xapa protectora (com en la Hohner CX-12), o pot ser una peça totalment independent, assegurada amb cargols, la qual cosa és típica de les cromàtiques. A moltes harmòniques, l'embocadura és purament una ajuda ergonòmica, dissenyada per fer més còmode tocar-les. Tanmateix, en les cromàtiques tradicionals és essencial per a l'instrument, ja que ofereix una ranura per al correcte funcionament del botó lliscador.

## Tipus
Abans de descriure els diferents tipus d'harmònica, s'ha d'indicar que la nomenclatura de les afinacions de les harmòniques es fa tradicionalment usant el sistema de notació musical anglès. Normalment s'inscriu en el lateral esquerre de la pinta. Alguns fabricants indiquen també la tonalitat de la segona posició (vegeu més a baix), indicant-la en el lateral dret de la pinta.

### Harmònica cromàtica
L'harmònica cromàtica conté l'escala cromàtica sencera, amb bemolls i sostinguts. Cada cel·la en una cromàtica compta amb 4 llengüetes, 2 per a les notes naturals (aspirades i bufades) i dues més (aspirades i bufades) per a les notes alterades (bemolls o sostinguts). Per alternar-ne d'unes notes d'altres, generalment utilitza un botó que activa una barra lliscant que redirigeix l'aire cap al joc de llengüetes desitjat, encara que hi va haver un disseny, el Machino-Tone, que controlava el flux d'aire per mitjà d'una palanca d'accionament a la part posterior de l'instrument.
A més, existeix una Hohner 270 (de 12 forats) modificada per ser «mans lliures»: l'harmonista canvia el to movent l'embocadura cap a dalt i cap a baix amb els llavis, deixant les mans lliures per tocar un altre instrument. Mentre que les harmòniques cromàtiques de 10 forats en afinació Richter estan pensades per ser tocades en un sol to, els models de 12, 14 i 16 permeten a l'harmonista tocar en qualsevol to amb només una harmònica. Aquest tipus d'harmònica s'usa en tots els estils musicals, incloent música celta, clàssica, jazz o blues (en general en tercera posició).
Les figures mostren la disposició de les notes d'una harmònica cromàtica de 12 forats.
Amb el botó desactivat:
```
forat: 1 2 3 4 5 6 7 8 9 10 11 12
----------------------------------------------- 
bufat: | C | E | G | C | C | E | G | C | C | E | G | C | 
aspirat: | D | F | A | B | D | F | A | B | D | F | A | B |
-----------------------------------------------
```

```
Amb el botó activat:
forat: 1 2 3 4 5 6 7 8 9 10 11 12
----------------------------------------------- 
bufat: |C# |E# |G# |C# |C# |E# |G# |C# |C# |E# |G# |C# | 
aspirat: |D# |F# |A# |B# |D# |F# |A# |B# |D# |F# |A# |B# |
-----------------------------------------------
```

### Harmònica diatònica
També anomenada harmònica de blues, té 10 forats i una extensió de tres octaves. Les llengüetes estan disposades als forats de manera que permeti l'execució individual de les notes de l'escala diatònica major. També permet tocar acords si s'usa més d'un forat simultàniament (l'harmonicista controla quants forats toca cada vegada per la posició dels seus llavis o bloquejant-los amb la llengua). La figura de baix mostra la disposició de les notes en una harmònica diatònica Dg (C), és a dir, en tonalitat de do.
```
forat: 1 2 3 4 5 6 7 8 9 10 
----------------------------- 
bufat: |C |E |G |C |E |G |C |E |G |C | 
aspirat: |D |G |B |D |F |A |B |D |F |A | 
-----------------------------
```

Noti's que només entre els forats 4 a 7 és possible obtenir totes les notes de l'escala diatònica. Les escales entre els forats 1 a 3 i entre els forats 7 a 10 no estan completes, però les notes que falten poden obtenir-se amb l'ús del bending (vegeu més a baix en Tècniques d'harmònica). La imatge de baix mostra totes les notes que es poden obtenir a la mateixa harmònica, incloent bends i overbends:
```
|A# 
|D# |G# |C |D# |F# |A# | |D# |F# |B 
forat : 1 2 3 4 5 6 7 8 9 10 
--------------------------------------- 
bufat: |C |E |G |C |E |G |C |E |G |C | 
aspirat: |D |G |B |D |F |A |B |D |F |A | 
---------------------------------------
C# |F# |A# |C# | |G# |C# |F |G# |C |
|F |A |
|G# |
```

Als forats 1 a 4 i 6 el bend s'obté aspirant i en els 8, 9 i 10 bufant. També disposem dels overbend, els bufats anomenats overblow van del forat 1 al 6 i els aspirats, anomenats overdraw, van del 7 al 10.
Amb l'ús d'aquestes tècniques especials s'aconsegueix obtenir 42 notes (incloent-ne quatre de repetides), completant les tres octaves.
Per permetre l'execució de qualsevol melodia, existeixen harmòniques per a cada una de les dotze escales diatòniques majors existents. La distribució dels intervals és sempre la mateixa, variant només la nota fonamental. Aquesta distribució està dissenyada per tocar melodies del mateix to que l'harmònica utilitzant una escala diatònica major. Quan es toca així es diu que s'està tocant en primera posició. Tanmateix molts músics prefereixen usar l'escala mixolídia que existeix entre el forat 2 aspirat i el 6 bufat, la qual està una cinquena per sobre de la tonalitat de l'harmònica. Aquesta posició anomenada en l'ambit del blues cros harp o segona posició permet usar d'una manera més eficient els bends dels forats 1 a 6 i per això és la més usada en blues. D'aquesta manera, s'usa una harmònica Dg (C) per executar una música en Sol (G).
Al llarg del desenvolupament de l'instrument, diversos fabricants van crear harmòniques amb una distribució alternativa de les seves notes. Entre aquestes tenim les harmòniques en mode menor melòdica, mode harmònic i mode major amb distribució alterada, com la Melody Maker de Lee Oskar que permet una execució dels acords de les progressions harmòniques més comunes en la música popular. També hi ha harmòniques afinades en acords augmentats o disminuïts.
Un nou model revolucionari d'harmònica diatònica produït per la casa Hohner és l'anomenat XB-40 (extreme bender 40) que permet, mitjançant un complex sistema de llengüetes dobles, realitzar bends a tots els forats, augmentant molt la capacitat harmònica de l'instrument.

### Harmònica de trémolo
La característica distintiva de l'harmònica de trémolo és que té una doble fila de forats amb dues llengüetes al forat superior i dos en l'inferior, a cada forat una de les llengüetes té el so lleugerament més penetrant i l'altra una mica més pla. Això proporciona un so amb una sensació de trémolo únic, creat en ser les dues llengüetes lleugerament desafinades entre elles. Els models asiàtics, en els que es poden tocar els 12 semitons, s'utilitzen en moltes cançons d'Àsia Oriental, en estils que van des del rock a la música pop. Es poden trobar harmòniques de trémolo de 10, 12, 14, 16, 20 i fins i tot de més forats.

### Harmònica octavada
Les harmòniques octavades tenen una doble fila de forats. La fila inferior està afinada una octava per sota de la superior. Les notes tenen l'efecte com de ser tocades per dues harmòniques alhora. Es fabriquen des de 14 a 24 parells de forats.

### Harmòniques orquestrals
Aquestes harmòniques van ser creades per a interpretacions en bandes i orquestres. Els models són molt variats.

#### Harmònica orquestral melòdica
Hi ha dues classes d'harmònica orquestral melòdica: les més comunes són les harmòniques «Horn», que s'usen amb més freqüència a Àsia oriental. Són de gran mida, i estan formades per una gran pinta amb jocs de llengüetes, només per bufar, en la part superior i inferior. Cada llengüeta s'allotja dins d'un forat. Una versió imita la distribució de notes d'un piano, amb les notes naturals d'una escala diatònica C al grup de llengüetes inferior i les notes alterades al grup de llengüetes superior; els forats estan disposats en grups de dos o tres amb un espai entre els grups com les tecles negres d'un piano (per tant, no hi ha els forats amb les notes Mi# (E#)/ Fab (Fb), ni les Si# (B#) / Dob (Cb) al grup de llengüetes superiors). Una altra versió compta amb una llengüeta de nota «alterada» directament a sobre de seu «natural», amb el mateix nombre de llengüetes en ambdós grups.
Aquest tipus d'harmòniques es troba en registres baixos, alts i sopranos incloent-ne dues o tres octaves. Són instruments cromàtics i se solen usar en les orquestres d'Àsia oriental en lloc de l'harmònica cromàtica «de botó», més comuna a Europa i a Amèrica. Les seves llengüetes solen ser més llargues i la seva disposició a la pinta els dona un timbre diferent, de manera que se solen situar a la secció de metall de l'orquestra.
L'altre tipus d'harmònica orquestral és la Polifónica, (encara que sol anomenar-se «Chromatica»). Té les dotze notes cromàtiques distribuïdes a la mateixa fila, una per forat. En molts casos, aquestes harmòniques tenen la mateixa nota bufada i aspirada al mateix forat, ja que tenen dues llengüetes, encara que els models núm. 7 i el núm. 261 de Hohner són només bufats. Aquest tipus d'harmòniques són de gran mida i n'inclouen tres octaves.
Tant Hohner com Suzuki fabriquen uns models d'harmòniques orquestrals dobles. Consisteixen en dues harmòniques col·locades una sobre l'altra, i subjectes per unes llengüetes metàl·liques als costats. La inferior té les notes naturals i n'inclou dues vuitenes, i la superior té les notes alterades, i també la nota de la tonalitat i seu V duplicades respecte a la inferior.

#### Harmònica d'acords
L'harmònica concorde disposa de fins a 48 acords: majors, de setena, menors, augmentats i disminuïts per tocar en orquestra. Les notes estan distribuïdes en grups de quatre forats, sonant en cada un acord diferent quan s'aspira i quan es bufa. Normalment, cada forat té dues llengüetes per a cada nota, a una octava de diferència. Tanmateix, els models més barats sovint tenen només una llengüeta per nota. Molt poques harmòniques orquestrals estan dissenyades per servir com a baix i harmònica d'acords, amb les notes de baix al costat dels grups d'acords.
També hi ha altres harmòniques d'acords, com la Chordomonica de Hohner, que funciona de manera similar a una harmònica cromàtica, amb un model de 10 forats i un altre de 12. Sacrifica alguns tons per millorar l'harmonia de l'instrument. I les júniors chord harmonicas també de Hohner, que normalment proporciona 6 acords.

## Tècniques
Les tècniques disponibles per a l'harmònica són nombroses. Algunes s'usen per dotar d'un major dinamisme tonal, mentre que d'altres incrementen l'habilitat interpretativa. L'ús d'aquestes tècniques converteix a una harmònica diatònica, que s'hauria de tocar en el seu to, en un instrument versàtil.

## Embocadura
La manera de subjectar l'harmònica amb les mans varia molt segons cada harmonicista, però hi ha una cosa clara, l'harmònica ha de reposar sobre el dit polze de la mà esquerra, amb el seu extrem esquerre en el pont entre el polze i l'índex, i el dit índex sobre la part de la placa protectora més allunyada de la boca, pinçant per mantenir-la ferma. La posició dels altres dits i l'ajuda que dona l'altra mà depèn de cadascú, segons la comoditat; hi ha harmonicistes que permanentment semblen acariciar-la, usant el moviment de les mans en aquestes carícies per variar el so que produeix l'harmònica, d'altres usen la resta de dits per reforçar una posició ferma, i la recolzen encara més amb l'altra mà.

### Posicions
A més de poder tocar l'harmònica diatònica en la seva tonalitat original (hi ha una harmònica d'afinació diferent per a cada una de les dotze tonalitats possibles), també pot tocar-se en altres tonalitats usant altres «posicions», usant seqüències de notes diferents, específiques per a cada posició. Els harmonicistes, especialment els de blues, han desenvolupat una terminologia pròpia sobre les diferents «posicions» que normalment és confusa per a altres músics.
Una harmònica diatònica pot tocar-se en dotze posicions diferents, encara que en general s'usen les cinc primeres i, més concretament, les tres primeres. Amb l'ús de les tècniques de bending i overbending es pot completar una escala de tres octaves. La primera posició, o directa (straight), comença i acaba al forat 4 bufat. La segona posició o creuada (cross), cinc semitons més alta, que comença i acaba al forat 2 aspirat. I la tercera posició o doble encreuament (double crossed), cinc semitons més alta que la segona, que comença i acaba al forat 4 aspirat.
La decisió de quina tonalitat d'harmònica usar i en quina posició, no solament es pren pel to en el qual hi hagi la melodia a interpretar, sinó que també és molt important la riquesa de so que se li vulgui donar. Per exemple, per interpretar una melodia en Sol (G), es pot emprar una harmònica en Sol (G) en primera posició i, entre els forats 4 i 8, es tindran totes les notes de l'escala de Sol, aspirant o bufant, sense necessitat d'usar tècniques especials. Però també es pot fer servir una harmònica afinada Dg (C), en segona posició, i també es tindran totes les notes de l'escala disponibles entre els forats del 3 al 6, però s'haurà de fer ús dels bends per aconseguir-les. L'ús dels bends en aquesta posició és el que dona a l'harmònica el seu característic so de lament.

### Bending
A més de les 19 notes que es poden aconseguir en una harmònica diatònica sense l'ús de tècniques especials, els harmonicistes poden obtenir, ajustant la manera d'embocar, la posició de la llengua i la força del cabal d'aire bufat o aspirat; forçar les llengüetes perquè modifiquin fins i tot en un to i mig la seva nota original. Aquesta tècnica es coneix com a|com a bending, un terme copiat dels guitarristes, que literalment corben (en anglès bend) una corda per crear un subtil canvi de to. Els bends produeixen els característics glisandos del blues i la música country. Els bends són essencials per a les harmòniques de blues i de rock pel so trist que proporcionen a l'instrument. El clàssic «lament» de les harmòniques de blues requereix l'ús del bending.
Cada bend baixa la nota mig to. En el cas del forat 2 aspirat, hi ha dues posicions diferents de bend a més de la seva nota aspirada natural, per la qual cosa es pot baixar un to complet. El forat 3 aspirat té tres posicions, per la qual cosa pot baixar to i mig. Els forats 1, 4 i 6 aspirats tenen només una posició que baixa mig to. La resta de forats aspirats no permeten usar aquest efecte. Quant als bends bufats, els forats 8 i 9 tenen una posició i el forat 10 en té dos.
Per aconseguir un bend aspirat, a més d'una respiració adequada, natural però amb més força, el més important és la posició de la llengua. Als forats on només hi ha una posició de bend, la llengua ha de portar-se enrere com si fos un pistó si les notes són més greus, o simplement moure la punta per sota de les dents si són més agudes. Es notarà com el so varia, com si s'ofegués una mica. Als forats 2 i 3 la cosa és una mica més complicada; per al primer bend ha d'emportar-se la punta de la llengua per sota de les dents, però mantenint la llengua plana.
Per al segon bend del forat 3, es manté la punta en aquesta posició o baixa lleugerament, però la resta de la llengua ha d'aplanar-se més cap a la mandíbula inferior. Per al segon bend del forat 2 i el tercer del 3, la llengua ha de continuar a baix, i retrocedir tot el possible cap al coll. Inclinar l'harmònica lleugerament cap a dalt pot facilitar aconseguir el bend. És molt important trobar la posició correcta, sobretot en els forats de bends múltiples, ja que, si no, es pot deixar enrere el que es busca, o no arribar a ell, alterant per tant la nota buscada.
Per ajudar-se a reconèixer el so de la posició de bending que busquen als forats 2 i 3, alguns harmonicistes fan ús de les lletres vocals, ja que cada bend té un so similar a una d'elles. Segons això, el so de la nota natural aspirada s'assembla a la "e"; el del primer bend, a la "u"; el del segon, a la "o" entre i el tercer del forat 3 sona també com a "o". Un mètode més tècnic és usar un afinador electrònic, que ens indica la nota que estem produint en cada moment.
La tècnica de bending bufat és completament diferent. Aquí es pretén "corbar" l'aire cap a fora i cap a baix. Per a això es col·loca la llengua contra les dents inferiors i es corba, buscant sentir com l'aire surt per entre les dents i amb direcció a la barbeta, fent la corba de la llengua més acusada per al segon bend del forat 10. Es diu que la tècnica de bending bufats és molt més difícil d'aconseguir que la dels aspirats.
Mecànicament el que succeeix dins de l'harmònica és el següent: En els bendings aspirats, segons anem forçant més el bend, a més de vibrar la llengüeta d'aspirat, comença a vibrar també la superior, la de bufat, fent variar el so més com més baix és el bending. En els bendings bufats succeeix al contrari.
S'ha de tenir en compte que els bendings no tenen la mateixa dificultat en les diferents afinacions. Per exemple, en una harmònica afinada Dg (C), els bendings dels primers forats s'aconsegueixen amb més facilitat que en una harmònica afinada en La (A).

### Overbending
El 1970 Howard Levy va desenvolupar la tècnica overbending (dividida en overblowing i overdrawing.) L'overbending, en combinació amb el bending, permet als harmonicistes tocar l'escala cromàtica completa de tres octaves amb una harmònica diatònica.
La tècnica de l'overbending té similituds i diferències amb la de bending. La principal diferència és que en comptes de baixar el to el que fa és pujar-lo. Els overblows (overbends bufats) s'usen als forats 1 al 6 i els overdraws (overbends aspirats) als forats 7 a 10.
El bending el que aconsegueix, tècnicament, és fer que la llengüeta de to més baix en un forat vibri més ràpida, i la de to més alt ho faci més lentament. El overbending el que fa és aïllar la llengüeta de to més alt per poder aconseguir que pugi el to. Això no s'aconsegueix amb qualsevol harmònica, l'obertura de les llengüetes és molt important, ja que una llengüeta molt oberta o molt tancada impossibilita aconseguir l'efecte. Per això els harmonicistes que treballen aquesta tècnica solen manipular les seves harmòniques, cosa que té certa complexitat. Existeixen alguns models d'harmònica específics per al overbending, com la Golden Melody de Hohner o la Suzuki OverDrive. Aquesta última té un disseny especial, amb uns forats a la xapa protectora que han de tapar-se quan es volen aconseguir els overbends.
Per aconseguir els overblows s'ha de partir de la posició d'un bend bufat, i de la d'un bend aspirat per als overdraws. Contra el que el seu nom pugui indicar, el que cal no és imprimir més força al fluix|flux d'aire, sinó exercitar fins a trobar el punt just que el so modifica el seu to.
En ser una tècnica de gran dificultat, pocs harmonicistas l'usen, preferint la comoditat de poder fer ús, per a cada melodia, de l'harmònica de la tonalitat adequada.

### Vibrato
El vibrato és una tècnica molt usada en les interpretacions amb harmònica, així com a molts altres instruments. Amb el vibrato s'aconsegueix donar al so una oscil·lació de to, de so molt característic. Amb una harmònica això s'aconsegueix de diverses maneres.
Un dels mètodes més comuns és el vibrato de mà. Per aconseguir-lo es modifica la posició de la mà dreta, formant al voltant de l'harmònica una caixa tancada contra la mà esquerra: separant i ajuntant de nou la mà dreta a l'esquerra s'aconsegueix la vibració del so. També pot aconseguir-se un vibrato ' usant la llengua i els llavis per modular i interrompre el flux d'aire amb rapidesa.
També existeix el vibrato de diafragma, encara que en ser més aviat una alteració de la força del so i no del seu to, la seva denominació correcta és trémolo. Es realitza emetent o aspirant petits cops d'aire, com si estigués dient «uh uh uh», concentrant-se que l'emissor sigui l'estómac, no la boca. Una variació és usar el coll, en comptes del diafragma, per aconseguir l'efecte.
Altres dels mètodes que més han usat i usen tots els grans armonicistas és l'anomenat shake o refilet|trinat. Agitant el cap cap als costats amb rapidesa (encara que la manera més ortodoxa seria moure l'harmònica lateralment i no el cap), però a ritme constant, perquè els llavis es moguin entre dos forats, aconseguint un so molt tradicional, sobretot en el blues. Es pot combinar shakes aspirats amb bufats i també anar pujant i baixant al llarg de l'harmònica, sempre mantenint un temps el shake entre dues notes contigües.

### Bloqueig de llengua
Com ja s'ha comentat, es pot usar la llengua bloquejant alguns forats per fer sonar notes individuals. Tanmateix, l'anomenat bloqueig de llengua s'usa per fer sonar dues notes diferents, i separades l'una de l'altra, alhora. La tècnica requereix que els llavis incloguin més forats alhora (en funció de l'interval entre notes que estiguem buscant); la llengua es recolza sobre l'embocadura, bloquejant els forats centrals i deixant lliure el forat en cada extrem. Bufant o aspirant en aquell moment aconseguirem el so de les dues notes alhora. El més important en aquesta tècnica és no perdre l'embocat correcte mentre ens desplacem sobre l'harmònica. Per exemple, podem tocar dues notes separades per una octava: si en una harmònica Dg (C) incloem amb els llavis els forats 4 al 7, bloquegem amb la llengua el 5 i el 6 i bufem, estarem fent que soni el Dg (C) del forat 4, i la mateixa nota del forat 7. Si en aquest mateix exemple només bloquegéssim el forat 5, faríem sonar Dg. al costat de seu cinquena, el Sol del forat 6.

### Altres tècniques
A més de les tècniques més comunes existeixen multitud d'altres tècniques, amb més o menys ús. Com, per exemple, passar amb rapidesa d'una nota 'bend' a la nota aspirada normal del mateix forat, o viceversa. O aconseguir un so més «picat», aixecant la punta de la llengua cap al paladar quan es bufa una nota. O també fer que diverses notes vibrin juntes només un instant abans d'emprendre la nota adequada. Alguns harmonicistes parlen o emeten sons sobre l'harmònica que, modulats per les llengüetes, aconsegueixen efectes curiosos.
L'ús de micròfon permet també tota una sèrie efectes que inclouen el fregat de l'harmònica amb el micro, o el donar-li petits cops en els moments adequats. Encara que no és comú, també hi ha harmonicistes que usen pedals distorsionadors, com els de les guitarres, per alterar artificialment el so de les seves harmòniques.

## Usos mèdics
Tocar l'harmònica requereix inhalar i exhalar amb força contra una cosa que s'oposa (l'harmònica, o per ser més exactes les seves llengüetes). Aquesta activitat ajuda a desenvolupar un diafragma fort i a respirar usant tota la capacitat pulmonar. Doctors especialistes a pulmó han notat que l'acte de tocar l'harmònica se sembla a certs exercicis per rehabilitar els pacients amb EPOC com si estiguessin usant un PFLEX per als exercicis d'aspirat (un dispositiu semblant a un afinador pel qual s'aspira i que regula la resistència que ofereix) o el sirómetro per als de bufat. Aprendre a tocar un instrument ofereix també un sentiment de motivació, a més de l'exercici en si mateix. Molts programes de rehabilitació pulmonar han començat a incorporar l'harmònica.